# Tom Hill
Tom Hill (rodné jméno Thomas Hill, narozen 11. dubna 1950) je britský hudebník a skladatel, známý jako baskytarista skupiny Geordie.